# Lake Drummond
Der Lake Drummond ist ein Süßwassersee und liegt in der Mitte des Great Dismal Swamp im US-Bundesstaat Virginia. Dieser Sumpf erstreckt sich in der Atlantischen Küstenebene des südwestlichen Virginia und nordwestlichen North Carolina. Die Oberfläche des Sees umfasst etwa 13 km² (3.142 Acres) und die maximale Wassertiefe erreicht 2 m.
Nachdem sich die Appalachen vor 400 Millionen Jahren gebildet hatten, entstanden Seen, die jedoch aufgrund der stetigen Erosion durch zahlreiche Flüsse entwässert wurden. Seit der letzten Eiszeit haben sich keine neuen Seen gebildet, so dass der Lake Drummond zu den beiden einzigen natürlichen Süßwasserseen in Virginia gehört. Der zweite See ist der Mountain Lake im Giles County. Der Ursprung des Lake Drummond ist umstritten, für die ovale Form ist möglicherweise der Einschlag eines Meteoriten verantwortlich. Eine zweite Theorie besagt, der See könnte durch einen Brand, der eine Vertiefung in das Torfmoor gefressen hat, entstanden sein.

## Geologie
In geologischer Hinsicht handelt es sich beim Lake Drummond um ein ungewöhnlich großes, fast rundes Gewässer in einem ebenen Gelände. Der See besitzt von Natur aus ein höhergelegenes Ufer als das Niveau des umliegenden Sumpfgebiets. Schon in der Kolonialzeit angelegte Gräben, darunter der von George Washington initiierte Washington Ditch, lassen das Wasser aus dem Sumpf abfließen.

## Entdeckung
Der Gouverneur von North Carolina, William Drummond, entdeckte 1665 bei einem Jagdausflug den See, der heute seinen Namen trägt. Das Wasser des Lake Drummond ist durch aus dem umliegenden Sumpf einsickernde organische Säuren (Tannine) leicht sauer und erreicht einen pH-Wert von vier bis fünf. Aufgrund dieses niedrigen pH-Wertes wird die Anzahl der dort vorkommenden Fischarten stark eingeschränkt. Der See ist Lebensraum für den Crappie (Pomoxis), den Amerikanischen Flussbarsch (Perca flavescens), den Kettenhecht (Esox niger), den Pfauenaugenbarsch (Centrarchus macropterus) und den Katzenwels (Ameiurus). Zu ihren Feinden gehören der Kahlhecht (Amia calva) und der Knochenhecht (Lepisosteus osseus). Auf den früheren Handelsschiffen war das dunkel gefärbte Wasser des Lake Drummond gefragt, denn es blieb während der Atlantiküberquerung aufgrund des Gerbsäuregehalts länger frisch.